# Maison Carrée
La Maison Carrée  es un templo romano consagrado al culto imperial en la ciudad francesa de Nimes. El 18 de septiembre de 2023 fue añadida a la lista del Patrimonio Mundial de la Unesco.

## Descripción
La estructura del edificio es rectangular y mide 32 m de largo, 16 m de ancho con una altura de 20 m. Tiene una cubierta a dos aguas y la única escalera de acceso está en la fachada porticada, que daba al foro. El templo es considerado paradigmático de la arquitectura romana debido a que se alza sobre un gran podio de paredes verticales y que es un templo pseudoperíptero, cuyas semicolumnas laterales y traseras se adosan al muro de la cella —el santuario propiamente dicho, reservado a la imagen de la divinidad en los templos romanos, etruscos y griegos— simulando así galerías abiertas. Es un edificio hexástilo —es decir, con seis columnas en el pórtico—, y su decoración es de Orden corintio. Está construido en piedra caliza extraída de las antiguas canteras del Bois des Lens, situadas a 25 km al oeste de Nîmes.

## Historia

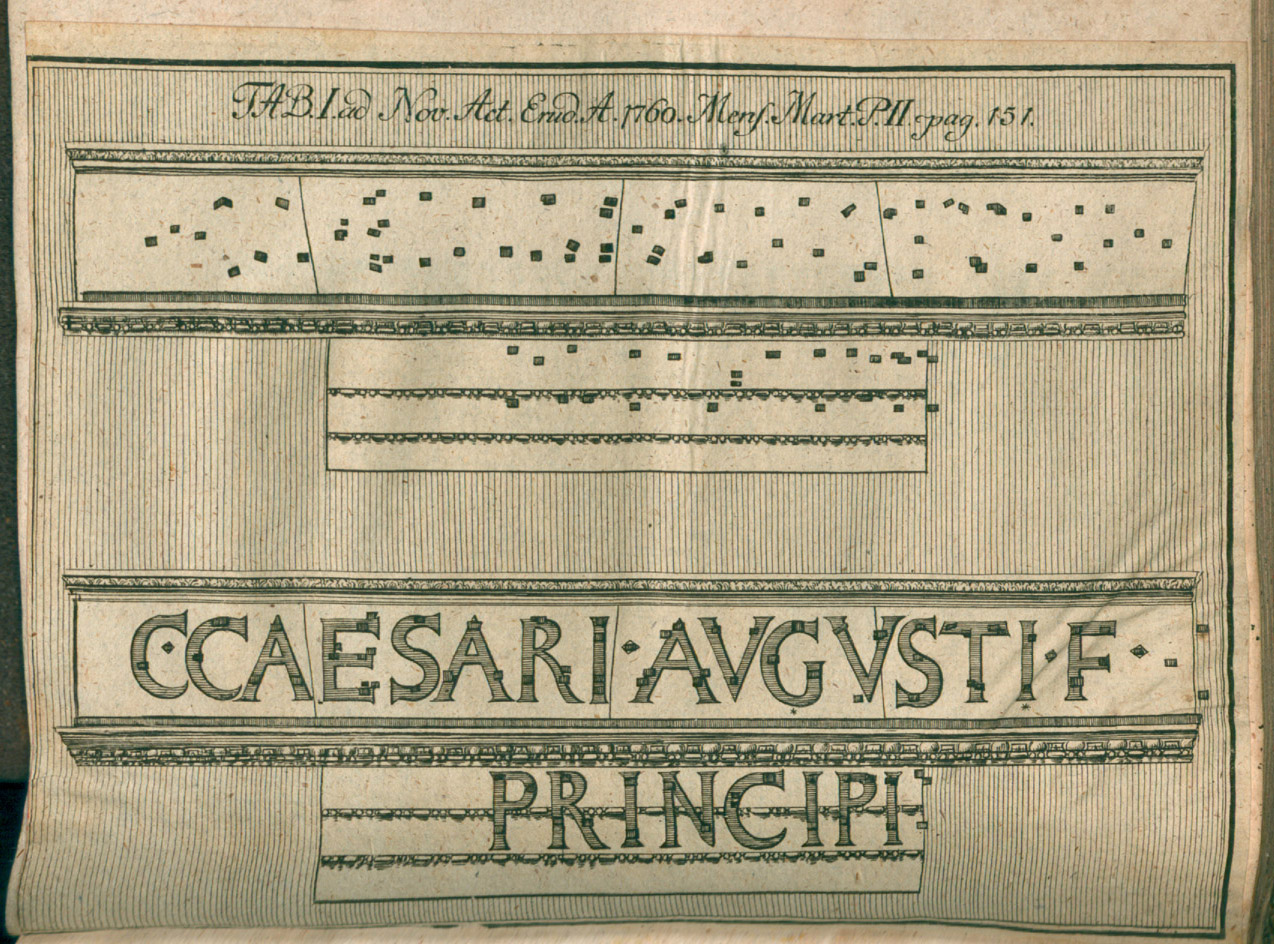
Ilustración desde la reseña de Dissertation sur l'ancienne inscription de la Maison-Carrée de Nismes publicada en Acta eruditorum, 1760

La datación del templo ha dado lugar a diversas controversias. Si algunos autores, basándose en estudios realizados en el siglo XIX y en los de Emile Espérandieu en 1919, fechan la construcción en el año 16 a. C., unos estudios llevados a cabo entre 1964 y 1970 por encargo del Centro Nacional de Investigaciones Científicas (CNRS) sitúan su construcción al inicio del siglo I de nuestra era, entre el año 1 y el 4. Confirman así las fechas avanzadas por un primer estudio del arqueólogo nimiense J.F. Séguier en 1758. Una inscripción hoy desaparecida, pero reconstituida sobre la base de los puntos de anclaje de las antiguas letras de bronce, indica que el edificio estaba dedicado a Cayo y Lucio César, hijos de Marco Vipsanio Agripa y nietos del emperador Augusto, a los que este último adoptó y nombró para sucederle.
El buen estado de conservación de la Maison Carrée se debe a su ocupación continuada desde la Edad Media. Entre los siglos XIII y XV, fue utilizada como ayuntamiento. En 1670, fue vendida a los Agustinos que la convirtieron en iglesia. Después de la Revolución francesa, albergó los archivos del departamento de Gard antes de ser museo de Nimes en 1823. Desde 1840, es monumento histórico de Francia. En 1993, en el otro extremo de la plaza que rodea la Maison Carrée, se inauguró el museo de arte contemporáneo de Nimes al que se llamó Carré d'Art, por su proximidad al antiguo templo. El edificio y el nuevo diseño de la plaza fueron obra del arquitecto Norman Foster.
La Maison Carrée ha inspirado el diseño de varios edificios de estilo neoclásico, como la iglesia de la Madeleine en París, la iglesia de San Marcelino en Rogalin, Polonia, y el Capitolio Estatal de Virginia, obra del arquitecto y presidente de Estados Unidos Thomas Jefferson.

## Restauraciones
El buen estado de conservación del templo se debe en parte a que ha sido restaurado en numerosas ocasiones a lo largo de la historia. Hasta el siglo XIX formaba parte de un conjunto de edificios anexos, los cuales fueron demolidos cuando la obra romana pasó a albergar el Museo de Bellas Artes de Nimes (de 1821 a 1907), quedando así el templo exento que sin duda fue en origen. El pronaos fue restaurado a comienzos del siglo XIX y también entonces se cubrió con un nuevo tejado de estilo romano. El portón actual fue colocado en 1824.
Entre 1988 y 1992 se sometió a nuevas restauraciones que incluyeron un nuevo techado y la adecuación de la plaza que lo rodea, con lo que se pudo desvelar el trazado del foro romano. Fue también entonces cuando se encargó al arquitecto Norman Foster que diseñara el edificio de una moderna galería de arte y biblioteca pública, el Carré d'Art, en el extremo de la plaza que había ocupado el teatro de Nimes, destruido por un incendio en 1952. El proyecto de Foster emplea materiales modernos como acero y vidrio pero toma prestados elementos de diseño de la obra romana como el pórtico y las columnas.
Entre los años 2006 y 2011 el templo romano sufrió una intensa restauración y limpieza que le ha devuelto el esplendor de antaño. La intervención comenzó en su fachada sur, que recuperó su blancura original, y en sucesivas campañas se pasó a intervenir en las fachadas oeste, la del este y finalmente la parte más compleja, el pórtico principal de acceso. Las obras limpiaron la piedra, restituyeron elementos decorativos en relieve, retiraron restos de restauraciones inadecuadas y consolidaron partes que amenazaban con desplomarse. El 12 de febrero de 2011 la villa de Nimes celebró el final de la espectacular restauración e inauguró una exposición que relataba los cuatro años, las cuarenta y cuatro mil horas de trabajo y los tres millones y medio de euros empleados en recuperar este icónico monumento.